# Topolino e Bip Bip alle sorgenti mongole
Topolino e Bip Bip alle sorgenti mongole è una storia realizzata nel 1959 dal grande autore veneziano Romano Scarpa e pubblicata in due puntate su Topolino libretto 222 e 223 del 10 e 25 novembre dello stesso anno.
La storia si basa sulla teoria secondo la quale i nativi americani sarebbero giunti in quel continente dall'Asia, attraversando lo Stretto di Bering che d'inverno è attraversato da una striscia di ghiaccio che unisce i due continenti.

## Trama
Topolino, con l'aiuto di Orazio Cavezza, decide di sradicare un vecchio tronco d'albero presente nel suo giardino. Tra le radici ritrova una strana fiaschetta contenente undici semi di sambuco; Atomino Bip Bip, giunto in visita dal suo amico, data il manufatto a più di 8000 anni prima, così Topolino decide di rivolgersi a un antiquario per valutarla. Nel frattempo compare dal nulla uno strano personaggio vestito in foggia preistorica.
Topolino e Bip Bip presentano la fiaschetta a Nataniele Ragnatele, un antiquario un po' cialtrone ma in realtà molto esperto, che spiega loro la realtà: i semi di sambuco sarebbero la chiave d'accesso alle Sorgenti Mongole, un mitico luogo in cui gli Asiatici, giunti in America attraverso lo Stretto di Bering, avrebbero nascosto un tesoro preziosissimo. I tre analizzano la mappa sulla fiaschetta e scoprono che le Sorgenti si trovano in Alaska, ma la fiaschetta viene rubata dal misterioso personaggio preistorico.
Il trio si lancia quindi in una rocambolesca traversata su un aereo dei Fratelli Wright, ma esso precipita, così essi vengono salvati dalla nave del capitano Mac Hab, all'inseguimento della sardina bianca Boby Dick. A bordo si innesca una serie di gag, fino a che il capitano non insegue la sua preda in un fiume sotterraneo, lasciando Topolino e gli altri a riva. Giunti finalmente in Alaska, i tre scoprono casualmente l'identità del ladro della fiaschetta: si tratta di Hon-ki-ton, mitico custode del tesoro delle Sorgenti.
I tre arrivano alla caverna del tesoro, ma non riescono a far funzionare il meccanismo per aprirla; in quella arriva Hon-ki-ton che aziona il meccanismo. Tuttavia la caverna inizia a franare: solo allora i protagonisti capiscono che il meccanismo non serviva ad aprire l'antro, ma a chiuderlo per sempre. Hon-ki-ton porta così a termine la sua missione; Topolino e gli altri fanno appena in tempo a vedere i tesori celati nella caverna delle Sorgenti Mongole prima che tutto crolli. I tre vengono salvati nuovamente da Mac Hab; Hon-ki-ton scompare definitivamente, lasciando a Topolino e Bip Bip la fiaschetta in ricordo dell'avventura, e a Ragnatele un preziosissimo stuzzicadenti facente parte del tesoro.

## Edizioni
Tra il 1959 e il 2011, la storia ha avuto 22 edizioni in 6 Paesi. Le edizioni successive alla prima hanno visto sparire una tavola, quella iniziale della seconda puntata, contenente alcune vignette di raccordo e una tavoletta riassuntiva. L'unica edizione che vede la storia al completo è quella della pubblicazione Top 1959 (uscita nel 2000), che in realtà presenta un'edizione anastatica dei due albetti di Topolino su cui è comparsa la storia.